# 5915 Yoshihiro
5915 Yoshihiro eller 1991 EU är en asteroid i huvudbältet som upptäcktes den 9 mars 1991 av den japanska astronomen Tsutomu Seki vid Geisei-observatoriet. Den är uppkallad efter japanen Yoshihiro Yamada.
Asteroiden har en diameter på ungefär 3 kilometer och den tillhör asteroidgruppen Flora.